# Antônio de Castro e Silva
Antônio de Castro e Silva (Santa Luzia, 1898 - Belo Horizonte, 31 de outubro de 1983) foi um Comerciante e político luziense.
Ainda jovem e após se formar em farmácia no Rio de Janeiro, Castrinho, como chamavam seus amigos e conterrâneos, voltou para Santa Luzia e iniciou suas atividades profissionais como farmacêutico em sua “Pharmacia”, Nossa Senhora do Rosário, onde exerceu a profissão por mais de 50 anos. Com grande sensibilidade e espírito cristão, atendia os mais carentes e desafortunados no Hospital São João de Deus, onde foi provedor por quase 30 anos. Em 1947, foi eleito prefeito de sua terra na primeira eleição realizada após a queda da ditadura Vargas, tomando posse em 31 de janeiro de 1948 e concluindo o mandato em 31 de janeiro de 1951.
Castro e Silva faleceu em Belo Horizonte no dia 31 de outubro de 1983, aos 85 anos, e foi sepultado no cemitério do Carmo de Santa Luzia. Em 1991, foi-lhe prestada significativa homenagem “Post-Mortem” com a concessão da medalha do mérito “Ética na Saúde” pelo Instituto Mineiro da História da Medicina. Ressalta-se ser a primeira vez que essa distinção foi concedida a um profissional da área de saúde não médico.